# Grand Prix Formule 1 van Hongarije 2019
De Grand Prix Formule 1 van Hongarije 2019 werd gehouden op 4 augustus op de Hungaroring in Mogyoród nabij Boedapest. Het was de twaalfde race van het kampioenschap.

## Vrije trainingen
- Er wordt enkel de top-5 weergegeven.

| Vrije training 1 | Pos | No | Coureur          | Constructeur   | Tijd     |
| ---------------- | --- | -- | ---------------- | -------------- | -------- |
| Vrije training 1 | 1   | 44 | Lewis Hamilton   | Mercedes       | 1:17.233 |
| Vrije training 1 | 2   | 33 | Max Verstappen   | Red Bull-Honda | 1:17.398 |
| Vrije training 1 | 3   | 5  | Sebastian Vettel | Ferrari        | 1:17.399 |
| Vrije training 1 | 4   | 10 | Pierre Gasly     | Red Bull-Honda | 1:17.682 |
| Vrije training 1 | 5   | 20 | Kevin Magnussen  | Haas-Ferrari   | 1:17.942 |
| Vrije training 2 | Pos | No | Coureur          | Constructeur   | Tijd     |
| Vrije training 2 | 1   | 10 | Pierre Gasly     | Red Bull-Honda | 1:17.854 |
| Vrije training 2 | 2   | 33 | Max Verstappen   | Red Bull-Honda | 1:17.909 |
| Vrije training 2 | 3   | 44 | Lewis Hamilton   | Mercedes       | 1:17.995 |
| Vrije training 2 | 4   | 77 | Valtteri Bottas  | Mercedes       | 1:18.184 |
| Vrije training 2 | 5   | 3  | Daniel Ricciardo | Renault        | 1:18.597 |
| Vrije training 3 | Pos | No | Coureur          | Constructeur   | Tijd     |
| Vrije training 3 | 1   | 44 | Lewis Hamilton   | Mercedes       | 1:16.084 |
| Vrije training 3 | 2   | 33 | Max Verstappen   | Red Bull-Honda | 1:16.097 |
| Vrije training 3 | 3   | 5  | Sebastian Vettel | Ferrari        | 1:16.166 |
| Vrije training 3 | 4   | 77 | Valtteri Bottas  | Mercedes       | 1:16.355 |
| Vrije training 3 | 5   | 16 | Charles Leclerc  | Ferrari        | 1:16.392 |

## Kwalificatie
Max Verstappen behaalde voor Red Bull de eerste pole position uit zijn Formule 1-carrière. Hij werd hiermee de eerste Nederlandse rijder in de geschiedenis die dit bereikte en de honderdste rijder in de historie die het lukte om een pole position te bemachtigen. Mercedes-coureur Valtteri Bottas kwalificeerde zich als tweede en was slechts achttien duizendsten van een seconde langzamer dan Verstappen. Lewis Hamilton zette de derde tijd neer. Het Ferrari-duo Charles Leclerc en Sebastian Vettel kwalificeerde zich als vierde en vijfde, voor de Red Bull van Pierre Gasly. De McLaren-coureurs Lando Norris en Carlos Sainz jr. kwalificeerden zich als zevende en achtste. De top 10 werd afgesloten door Haas-rijder Romain Grosjean en Alfa Romeo-coureur Kimi Räikkönen.
| Pos                 | No | Coureur            | Constructeur              | Q1       | Q2       | Q3       | Grid |
| ------------------- | -- | ------------------ | ------------------------- | -------- | -------- | -------- | ---- |
| 1                   | 33 | Max Verstappen     | Red Bull-Honda            | 1:15.817 | 1:15.573 | 1:14.572 | 1    |
| 2                   | 77 | Valtteri Bottas    | Mercedes                  | 1:16.078 | 1:15.669 | 1:14.590 | 2    |
| 3                   | 44 | Lewis Hamilton     | Mercedes                  | 1:16.068 | 1:15.548 | 1:14.769 | 3    |
| 4                   | 16 | Charles Leclerc    | Ferrari                   | 1:16.377 | 1:15.792 | 1:15.043 | 4    |
| 5                   | 5  | Sebastian Vettel   | Ferrari                   | 1:16.452 | 1:15.885 | 1:15.071 | 5    |
| 6                   | 10 | Pierre Gasly       | Red Bull-Honda            | 1:16.716 | 1:16.393 | 1:15.450 | 6    |
| 7                   | 4  | Lando Norris       | McLaren-Renault           | 1:16.697 | 1:16.060 | 1:15.800 | 7    |
| 8                   | 55 | Carlos Sainz jr.   | McLaren-Renault           | 1:16.493 | 1:16.308 | 1:15.852 | 8    |
| 9                   | 8  | Romain Grosjean    | Haas-Ferrari              | 1:16.978 | 1:16.319 | 1:16.013 | 9    |
| 10                  | 7  | Kimi Räikkönen     | Alfa Romeo-Ferrari        | 1:16.506 | 1:16.309 | 1:16.041 | 10   |
| 11                  | 27 | Nico Hülkenberg    | Renault                   | 1:16.790 | 1:16.565 |          | 11   |
| 12                  | 23 | Alexander Albon    | Toro Rosso-Honda          | 1:16.912 | 1:16.687 |          | 12   |
| 13                  | 26 | Daniil Kvjat       | Toro Rosso-Honda          | 1:16.750 | 1:16.692 |          | 13   |
| 14                  | 99 | Antonio Giovinazzi | Alfa Romeo-Ferrari        | 1:16.894 | 1:16.804 |          | 17   |
| 15                  | 20 | Kevin Magnussen    | Haas-Ferrari              | 1:16.122 | 1:17.081 |          | 14   |
| 16                  | 63 | George Russell     | Williams-Mercedes         | 1:17.031 |          |          | 15   |
| 17                  | 11 | Sergio Pérez       | Racing Point-BWT Mercedes | 1:17.109 |          |          | 16   |
| 18                  | 3  | Daniel Ricciardo   | Renault                   | 1:17.257 |          |          | 20   |
| 19                  | 18 | Lance Stroll       | Racing Point-BWT Mercedes | 1:17.542 |          |          | 18   |
| 20                  | 88 | Robert Kubica      | Williams-Mercedes         | 1:18.324 |          |          | 19   |
| 107% tijd: 1:21.124 |    |                    |                           |          |          |          |      |

Notities
1. ↑  Antonio Giovinazzi ontving een gridstraf van 3 posities voor het belemmeren van Lance Stroll tijdens de kwalificatie.
2. ↑  Daniel Ricciardo moest achteraan de grid starten omdat hij meer motoronderdelen had vervangen dan het quotum toestond.

## Wedstrijd
De race werd gewonnen door Lewis Hamilton, die door het maken van een extra pitstop in staat was snellere rondetijden te rijden en zo drie ronden voor de finish Max Verstappen kon inhalen. Verstappen maakte na te zijn ingehaald ook een pitstop om zo op nieuwe banden de snelste ronde te kunnen rijden en hiermee een extra punt te verdienen; hij eindigde de race als tweede. Sebastian Vettel haalde twee ronden voor de finish zijn teamgenoot Charles Leclerc in om zo de derde plaats te behalen, met Leclerc op de vierde plaats. Carlos Sainz jr. eindigde de race als vijfde, nadat hij bijna de hele race succesvol de als zesde geëindigde Pierre Gasly achter zich wist te houden. Kimi Räikkönen finishte als zevende, voor Valtteri Bottas, die vroeg in de race de voorvleugel van zijn auto moest wisselen na een incident in de eerste ronde. De top 10 werd afgesloten door Lando Norris en Toro Rosso-coureur Alexander Albon.

### Race-uitslag
| Pos. | No. | Coureur            | Constructeur              | Rondes | Tijd/Oorzaak uitval | Grid | Punten |
| ---- | --- | ------------------ | ------------------------- | ------ | ------------------- | ---- | ------ |
| 1    | 44  | Lewis Hamilton     | Mercedes                  | 70     | 1:35:03.796         | 3    | 25     |
| 2    | 33  | Max Verstappen     | Red Bull-Honda            | 70     | +17.796             | 1    | 19S    |
| 3    | 5   | Sebastian Vettel   | Ferrari                   | 70     | +1:01.433           | 5    | 15     |
| 4    | 16  | Charles Leclerc    | Ferrari                   | 70     | +1:05.250           | 4    | 12     |
| 5    | 55  | Carlos Sainz jr.   | McLaren-Renault           | 69     | +1 ronde            | 8    | 10     |
| 6    | 10  | Pierre Gasly       | Red Bull-Honda            | 69     | +1 ronde            | 6    | 8      |
| 7    | 7   | Kimi Räikkönen     | Alfa Romeo-Ferrari        | 69     | +1 ronde            | 10   | 6      |
| 8    | 77  | Valtteri Bottas    | Mercedes                  | 69     | +1 ronde            | 2    | 4      |
| 9    | 4   | Lando Norris       | McLaren-Renault           | 69     | +1 ronde            | 7    | 2      |
| 10   | 23  | Alexander Albon    | Toro Rosso-Honda          | 69     | +1 ronde            | 12   | 1      |
| 11   | 11  | Sergio Pérez       | Racing Point-BWT Mercedes | 69     | +1 ronde            | 16   |        |
| 12   | 27  | Nico Hülkenberg    | Renault                   | 69     | +1 ronde            | 11   |        |
| 13   | 20  | Kevin Magnussen    | Haas-Ferrari              | 69     | +1 ronde            | 14   |        |
| 14   | 3   | Daniel Ricciardo   | Renault                   | 69     | +1 ronde            | 18   |        |
| 15   | 26  | Daniil Kvjat       | Toro Rosso-Honda          | 68     | +2 ronden           | 13   |        |
| 16   | 63  | George Russell     | Williams-Mercedes         | 68     | +2 ronden           | 15   |        |
| 17   | 18  | Lance Stroll       | Racing Point-BWT Mercedes | 68     | +2 ronden           | 18   |        |
| 18   | 99  | Antonio Giovinazzi | Alfa Romeo-Ferrari        | 68     | +2 ronden           | 17   |        |
| 19   | 88  | Robert Kubica      | Williams-Mercedes         | 67     | +3 ronden           | 19   |        |
| DNF  | 8   | Romain Grosjean    | Haas-Ferrari              | 49     | Waterdruk           | 9    |        |

S Max Verstappen behaalde een extra punt voor het rijden van de snelste ronde. 

## Tussenstanden wereldkampioenschap
Betreft tussenstanden voor het wereldkampioenschap na afloop van de race.

### Coureurs
| Positie | No. | Rijder           | Team               | Punten |
| ------- | --- | ---------------- | ------------------ | ------ |
| 01      | 44  | Lewis Hamilton   | Mercedes           | 250    |
| 02      | 77  | Valtteri Bottas  | Mercedes           | 188    |
| 03      | 33  | Max Verstappen   | Red Bull-Honda     | 181    |
| 04      | 5   | Sebastian Vettel | Ferrari            | 156    |
| 05      | 16  | Charles Leclerc  | Ferrari            | 132    |
| 06      | 10  | Pierre Gasly     | Red Bull-Honda     | 63     |
| 07      | 55  | Carlos Sainz jr. | McLaren-Renault    | 58     |
| 08      | 7   | Kimi Räikkönen   | Alfa Romeo-Ferrari | 31     |
| 09      | 26  | Daniil Kvjat     | Toro Rosso-Honda   | 27     |
| 10      | 4   | Lando Norris     | McLaren-Renault    | 24     |

### Constructeurs
| Positie | Team                      | Punten |
| ------- | ------------------------- | ------ |
| 01      | Mercedes                  | 438    |
| 02      | Ferrari                   | 288    |
| 03      | Red Bull-Honda            | 244    |
| 04      | McLaren-Renault           | 82     |
| 05      | Toro Rosso-Honda          | 43     |
| 06      | Renault                   | 39     |
| 07      | Alfa Romeo-Ferrari        | 32     |
| 08      | Racing Point-BWT Mercedes | 31     |
| 09      | Haas-Ferrari              | 26     |
| 10      | Williams-Mercedes         | 1      |